# Полско въстание (1830 – 1831)
Полското въстание от 1830 – 1831 година е конфликт между Руската империя и свързаното в персонална уния с нея Полско кралство. Започнало като локален бунт срещу руския управител във Варшава на 29 ноември 1830, в началото на следващата година то прераства в пълномащабна война, след като Сеймът (полският парламент) обявява руския цар Николай I за свален от полския престол. В началото на бойните действия въстаниците печелят редица успехи, но социалните и политически разногласия помежду им помагат на царската армия да спечели пълна победа през октомври 1831 година.
Заради датата, на която избухва, въстанието е наричано още „Ноемврийско“ (на полски: Powstanie listopadowe). Резултатът от него е тежък за поляците в Кралството: отменена е либералната конституция от 1815, а с нея са премахнати редица суверенни полски институции (парламентът, армията, Варшавският университет). На тяхно място е установен авторитарен режим начело с царския наместник Иван Паскевич. В последвалата „Велика емиграция“ хиляди поляци, сред които множество представители на интелектуалния и творческия елит на нацията, се изселват в Западна Европа.

## Причини и начало на въстанието
Ноемврийското въстание се дължи, от една страна, на стремежа на полските патриоти да възстановят независимата полска държава и, от друга, на стремежа на руския цар Николай I да унищожи автономния статут на руския дял на Полша, установен от брат му Александър I след победата над Наполеон и Виенския конгрес. Още в последните години на Александър I формалният главнокомандващ армията на Кралство Полша и фактически разпоредител в него – царевият брат Константин Павлович, отказва да се съобразява с конституцията. Заседанията на сейма се отлагат многократно, а опозицията е задушавана чрез цензура, тайна полиция и затвор. След възцаряването на Николай нарушенията на конституцията зачестяват. Мнозинството от полските големци са конформистки настроени, но сред по-младите изникват тайни революционни организации.
Националистите са насърчени от събитията през юли 1830 година, когато французите прогонват опиталия се да потъпче конституцията им последен крал от Бурбоните. Събитията в Париж предизвикват и опасения, че Николай I ще отмени полската конституция. Опасенията се засилват през ноември, когато властите в Полша разпореждат частична мобилизация насред слуховете, че царят ще прати полските войски да потушават френската революция. Заповедта за мобилизация подтиква към действие група патриоти начело с подпоручик Пьотър Висоцки. В нощта на 29 срещу 30 ноември те вдигат на оръжие кадетите от Варшавското пехотно училище и нападат руския гарнизон и двореца „Белведере“, където резидира великият княз Константин Павлович. И двете атаки се провалят, но дават сигнал за масово надигане на жителите на полската столица. Бунтовниците завземат арсенала и овладяват града. На 3 декември е образувано „Временно правителство“, заменено само два дни по-късно с диктатура на генерал Юзеф Хлопицки.

## Бойни действия до май 1831
Не вярвайки в успеха в назряващия въоръжен конфликт, Хлопицки се мъчи да го предотврати чрез преговори с царя за конституционни гаранции и не предприема никакви мерки за отбрана. Вместо отговор Николай I струпва огромна армия на границата на Полското кралство при Бялисток. Когато става ясно, че царят няма намерения за никакви отстъпки, Хлопицки отстъпва властта на консервативно правителство начело с княз Адам Йежи Чарториски. На 25 януари 1831 година свиканият във Варшава парламент лишава Николай I от полската корона и обявява полския престол за вакантен. Това дава повод на руската армия да нахлуе в Кралството.
Значително по-малобройни и с чувствително по-слаба артилерия, в началото на бойните действия въстаниците възприемат отбранителна тактика, която им носи успех. Главнокомандващият царските войски фелдмаршал Иван Дибич–Забалкански печели няколко победи и достига подстъпите на Варшава, но след сражението при Грохов на 25 февруари, в което войските му са съвсем обезкървени, е принуден да се оттегли. През март въстаниците начело с генералите Ян Скжинецки и Игнаци Прондзински минават в контранастъпление и на свой ред постигат големи успехи, изтласквайки руските войски на изток. Въстанически отряди навлизат във Волиния и Литва (източните предели на някогашната полска държава) в опит да разбунтуват тамошното население, но постигат ограничени резултати. На 26 май Дибич успява да нанесе тежък удар на поляците при Остроленка (на река Нарев, североизточно от Варшава). В резултат на това сражение стратегическата инициатива преминава окончателно в руски ръце, въпреки епидемията от холера, която отнася много руски войници и самия пълководец.

## Разгром на въстанието
Поражението при Остроленка води до изостряне на политическите противоречия сред въстаниците, засилвайки пораженческите настроения и реакцията на националистите. Отказът на доминирания от консерваторите сейм да оземли военнослужещите и крепостните селяни засилва напрежението и стеснява социалната база на въстанието. Кризата ескалира с намесата на главнокомандващия генерал Скжинецки, който се опитва да установи ред, арестувайки част от политическите си противници във Варшава. След като отказва да му предостави исканите диктаторски правомощия, Сеймът го сваля от поста му. В този момент, на 15 август, във Варшава избухват масови безредици, по време на които са линчувани десетки затворници. Княз Чарториски сдава властта на военна диктатура начело с генерал Ян Круковецки.
В това време новият руски главнокомандващ Иван Паскевич се възползва от съдействието на пруските власти, превежда армията си през Висла при Торун и напада Варшава от запад, обхождайки главните въстанически сили. Отбраната на полската столица е сломена на 6 септември с превземането на предградието Вола, след което Круковецки капитулира. Падането на Варшава води до деморализация и бърза политическа и военна дезинтеграция на въстанието. Основната част от полската армия (начело с генерал Мачей Рибински) се оттегля в Прусия, където е разоръжена и интернирана. Съпротивата срещу руснаците е потушена окончателно през октомври.